# Кеваскум, Висконсин
Кеваскум, Висконсин (енгл. Kewaskum) град је у америчкој савезној држави Висконсин.

## Демографија
По попису из 2010. године број становника је 4.004, што је 730 (22,3%) становника више него 2000. године.
| Група             | 2000.         | 2010.         |
| Белци             | 3.192 (97,5%) | 3.799 (94,9%) |
| Афроамериканци    | 9 (0,3%)      | 19 (0,5%)     |
| Азијати           | 12 (0,4%)     | 22 (0,5%)     |
| Хиспаноамериканци | 30 (0,9%)     | 117 (2,9%)    |
| Укупно            | 3.274         | 4.004         |